# Néstor Grindetti
Néstor Grindetti, né le 24 février 1955 à Lanús, est un homme politique argentin.
Il est ministre des Finances de la ville autonome de Buenos Aires de 2009 à 2015 . Il devient maire de Lanús en décembre 2015.
Il est cité dans l'affaire des Panama Papers en avril 2016.